# 徐承祖
徐承祖（1516年—？），字克修，山東濟南府歷城縣人，民籍，明朝政治人物。

## 生平
嘉靖十六年（1537年）丁酉科山東鄉試第一名。嘉靖二十三年（1544年），登甲辰科進士。官元氏知县。

## 家族
曾祖徐貴，大使；祖父徐暹，按察司副使；父徐淳，恩例冠帶。母盧氏。具庆下。弟徐承業。